# Точная последовательность
Точная последовательность — последовательность алгебраических объектов {\displaystyle G_{i}} с последовательностью гомоморфизмов {\displaystyle \varphi _{i}\colon G_{i}\rightarrow G_{i+1}}, такая что для любого {\displaystyle i} образ {\displaystyle \varphi _{i-1}} совпадает с ядром {\displaystyle \varphi _{i}} (если оба гомоморфизма с такими индексами существуют). В большинстве приложений роль {\displaystyle G_{i}} играют коммутативные группы, иногда векторные пространства или алгебры над кольцами.

## Связанные определения

Иллюстрация

- Точные последовательности типа
{\displaystyle 0\longrightarrow A{\stackrel {\varphi }{\longrightarrow }}B{\stackrel {\psi }{\longrightarrow }}C\longrightarrow 0}

называются короткими точными последовательностями, в этом случае {\displaystyle \varphi } — мономорфизм, а {\displaystyle \psi } — эпиморфизм.
- При этом, если у {\displaystyle \varphi } есть правый обратный или у {\displaystyle \psi } левый обратный морфизм, то {\displaystyle B} можно отождествить с {\displaystyle A\oplus C} таким образом, что {\displaystyle \varphi } отождествляется с каноническим вложением {\displaystyle A} в {\displaystyle A\oplus C}, а {\displaystyle \psi } — с канонической проекцией {\displaystyle A\oplus C} на {\displaystyle C}. В этом случае короткая точная последовательность называется расщепляющейся.

- Длинная точная последовательность — это точная последовательность с бесконечным числом объектов и гомоморфизмов.
- Если {\displaystyle \mathrm {Im} \,\varphi _{i}\subset \mathrm {Ker} \,\varphi _{i+1},} то последовательность называется полуточной.

## Примеры
- В теории гомотопических групп большое значение имеет точная последовательность пары, в частности, точная последовательность расслоения. Если {\displaystyle F\to M\to B} — локально тривиальное расслоение над {\displaystyle B} со слоем {\displaystyle F}, то следующая последовательность гомотопических групп точна[1]:

{\displaystyle \ldots \to \pi _{n}(F)\to \pi _{n}(M)\to \pi _{n}(B)\to \pi _{n-1}(F)\to \ldots \to \pi _{0}(F)\to \pi _{0}(M)\to \pi _{0}(B)}
- Точная последовательность Майера — Вьеториса имеет большое значение для вычисления групп гомологий сложных пространств:

{\displaystyle {\begin{aligned}\cdots \rightarrow H_{n+1}(X)\,&{\xrightarrow {\partial _{*}}}\,H_{n}(A\cap B)\,{\xrightarrow {(i_{*},j_{*})}}\,H_{n}(A)\oplus H_{n}(B)\,{\xrightarrow {k_{*}-l_{*}}}\,H_{n}(X){\xrightarrow {\partial _{*}}}\\&\quad {\xrightarrow {\partial _{*}}}\,H_{n-1}(A\cap B)\rightarrow \cdots \rightarrow H_{0}(A)\oplus H_{0}(B)\,{\xrightarrow {k_{*}-l_{*}}}\,H_{0}(X)\rightarrow \,0.\end{aligned}}}
- Цепной комплекс — это полуточная последовательность абелевых групп.
- Пусть {\displaystyle E\to X} — локально тривиальное расслоение многообразий. Тогда с ним связана[2] короткая точная последовательность расслоений

{\displaystyle 0\longrightarrow VX\longrightarrow TE\longrightarrow HX\longrightarrow 0}
и двойственная к ней
{\displaystyle 0\longleftarrow V^{*}X\longleftarrow T^{*}E\longleftarrow H^{*}X\longleftarrow 0}
Здесь {\displaystyle TE} — касательное расслоение к многообразию {\displaystyle E}, {\displaystyle VX} и {\displaystyle HX} — вертикальное и горизонтальное расслоения к {\displaystyle X} соответственно. {\displaystyle ^{*}} обозначает двойственное расслоение (кокасательное и т. п.).
- Экспоненциальная точная последовательность

{\displaystyle 0\to 2\pi i\,\mathbb {Z} \to {\mathcal {O}}_{M}\to {\mathcal {O}}_{M}^{*}\to 0,}
где {\displaystyle {\mathcal {O}}_{M}} и {\displaystyle {\mathcal {O}}_{M}^{*}} — пучок голоморфных функций на комплексном многообразии {\displaystyle M} и его подпучок, состоящий из нигде не обнуляющихся функций